# Holkham
Holkham is een civil parish in het bestuurlijke gebied North Norfolk, in het Engelse graafschap Norfolk met 220 inwoners.
Aan de kust ligt het landgoed Halkham met de Holkham Hall.
Het oudste huis van Holkham ligt vlak bij het strand. In The Ancient House is het Rose Garden Café.